# Das kleine Museum (Bad Weißenstadt)

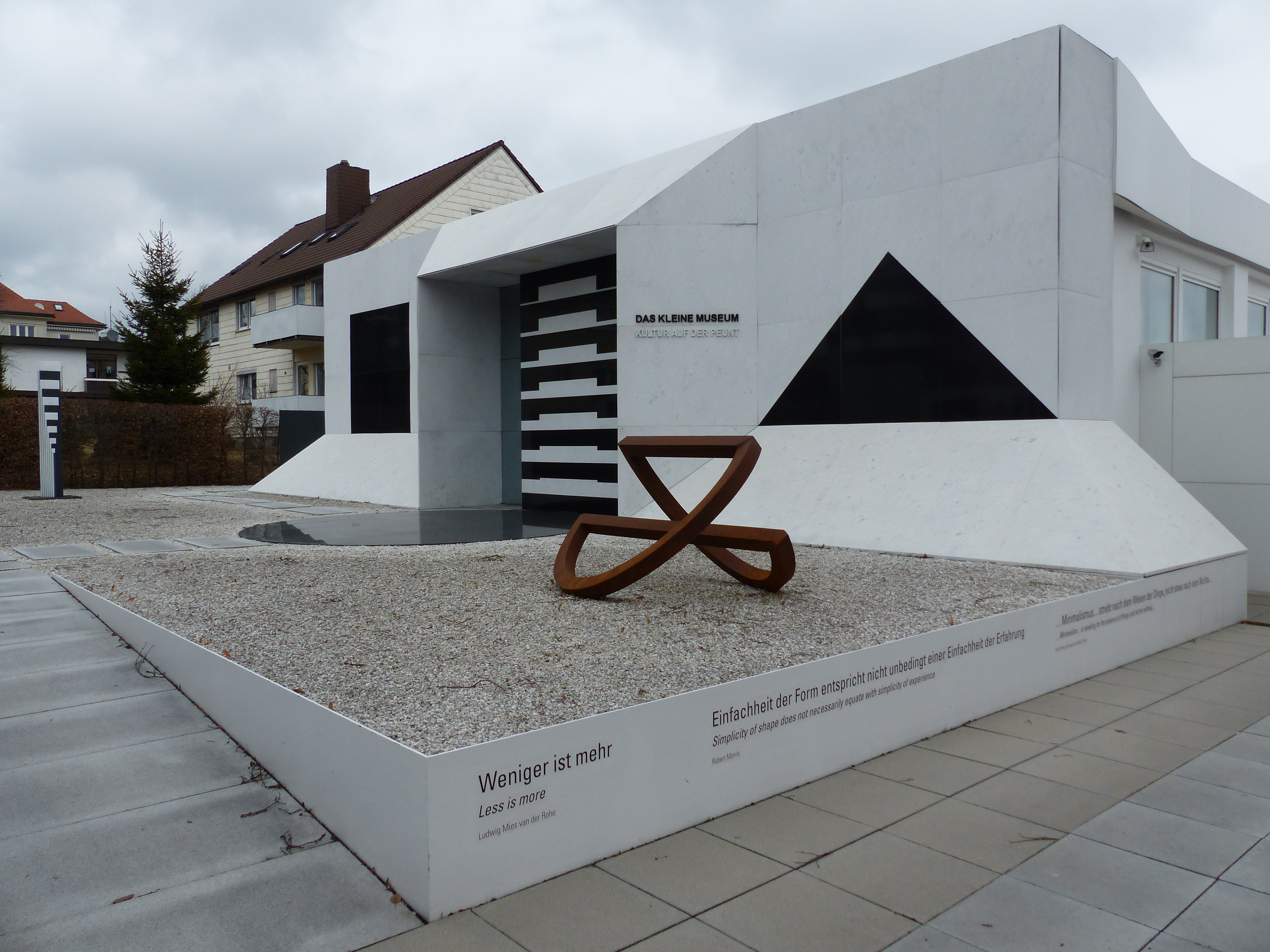
Museumseingang

Das kleine Museum – Kultur auf der Peunt ist ein Museum für zeitgenössische Kunst im oberfränkischen Bad Weißenstadt.
Das Museum wurde im Jahr 2007 von Laura Krainz-Leupoldt gegründet. Es befindet sich im Gebäude Goethestraße 15 in unmittelbarer Nähe der Firma PEMA, auf deren Gelände das Rogg-In-Informationszentrum über Roggen informiert und das weitere Kunstwerke innen und auf dem Außengelände beherbergt. Die Fassade wurde von Marcello Morandini, einem Vertreter der Konkreten Kunst gestaltet. Unter den zahlreichen Sonderausstellungen sind Künstler wie Werner Bauer (2008/2009), François Morellet (2009), Gert Riel (2010), Hellmut Bruch und Gerhard Frömel (2010/2011), Raimund Girke (2013), Julio Le Parc (2014), Ludwig Wilding und Marcello Morandini (2014), Jocelyn Santos und Regine Schumann (2014/2015), Carlos Cruz-Diez (2015) und Daniel Buren (2015/2016) vertreten.